# Trouxemil e Torre de Vilela
Trouxemil e Torre de Vilela (llamada oficialmente União das Freguesias de Trouxemil e Torre de Vilela) es una freguesia portuguesa del municipio de Coímbra, distrito de Coímbra.

## Historia
Fue creada el 28 de enero de 2013 en aplicación de una resolución de la Asamblea de la República de Portugal promulgada el 16 de enero de 2013 con la unión de las freguesias de Torre de Vilela y Trouxemil, pasando su sede a estar situada en la antigua freguesia de Trouxemil.

## Demografía
| Gráfica de evolución demográfica de Trouxemil e Torre de Vilela entre 2011 y 2021 |
|                                                                                   |
| Datos según el nomenclátor publicado por el INE portugués.                        |